# Anaea erythema
Anaea erythema är en fjärilsart som beskrevs av Bates 1865. Anaea erythema ingår i släktet Anaea och familjen praktfjärilar. Inga underarter finns listade i Catalogue of Life.